# Ermita de Nuestra Señora del Valle (La Palma del Condado)
La ermita de Nuestra Señora del Valle es un templo católico situado en la localidad de La Palma del Condado. Está considerada el edificio de mayor interés cultural de la ciudad y un modelo de la arquitectura bajomedieval de la provincia de Huelva.

## Historia
Sus orígenes datan del siglo XV, ligados al crecimiento demográfico y la bonanza económica de la comarca a finales del siglo XIV y principios del XV. Fue construida para dar culto a la Virgen del Valle, devoción probablemente introducida con la repoblación cristiana cuya referencia más antigua es de 1545.
Tras la ruina de la parroquia de San Juan Bautista por el Terremoto de Lisboa de 1755, la ermita actuó como sede parroquial hasta la consagración del actual templo.
Sufre diversas obras a lo largo del siglo XX. En las de 1923 se suprime la espadaña barroca, se reforma la portada lateral y se suprimen los merlones almenadas que rodeaban completamente los muros. En la restauración de 1980 son descubiertas pinturas murales de los siglos XV y XVI.
En 1982 fue declarada Monumento Histórico Artístico por el Ministerio de Cultura. La Junta de Andalucía declaró Bien de Interés Cultural a la ermita y sus calles aledañas el 12 de febrero de 2008.

## Descripción
El templo presenta al exterior su esquema de tres naves de las que se desmarca la cabecera, almenada y de probable origen almohade. La cubierta de las naves de teja árabe a dos aguas, mientras que la capilla del Nazareno tiene el tejado a cuatro aguas. La cabecera presenta un cubrición mediante azotea plana.
El templo cuenta con dos portadas. La principal, a los pies de la nave central, tiene vano ojival compuesto por tres arquivoltas con grueso baquetón angular, todo ello inscrito en un alfiz. Sobre este se sitúa un rosetón con vidrieras modernas. Corona la portada una espadaña con de tres arcos de medio punto rematados por frontones triangulares, el central más ancho y alto. Junto a la portada se halla un retablo cerámico que representa a Nuestro Padre Jesús Nazareno realizado por Manuel García-Montalván en la década de 1930. En 2007 fue colocado otro de la Virgen del Socorro, obra de Carmelo del Toro, haciendo pareja.
La otra portada abre a la nave del Evangelio y repite el esquema de arcos ojivales enmarcados por alfiz. Fue construida a finales del siglo XV o principios del XVI y muy reformada en el siglo XVIII y en 1923. En el lugar de esta fachada donde se cree que recibió culto la primitiva imagen de la Virgen hay un retablo cerámico de Manuel García-Montalván de hacia 1942.
La iglesia adopta el modelo de las parroquiales sevillanas, con tres naves, la central más ancha y más alta, se paradas por arcos apuntados que nace de pilares cruciformes. La nave principal se cubre mediante artesa de par y nudillo con tirantas, mientras que las laterales tiene techumbre de colgadizo. La capilla mayor, cúbica, se cubre con bóveda de ocho paños sobre trompas y se abre a la nave central por un arco apuntado. Bebe del modelo de las qubbas islámicas. Sus muros se encuentran enriquecidos por arcos mudéjares con decoración de sebka, tracería y mocárabes.
El templo es presidido por un retablo de Francisco Ruiz Rodríguez con óvalos pintados por Rafael Blas Rodríguez. La hornacina central la ocupa la Virgen del Valle, titular del templo y patrona de La Palma. Fue esculpida por Sebastián Santos en 1936 para sustituir a la imagen destruida en el asalto al templo en julio de ese mismo año. La donó Ignacio de Cepeda y Soldán, I vizconde de La Palma. La cabeza del Niño Jesús corresponde a la talla original.
Sin salir del ámbito de la capilla mayor pueden verse distintos cuadros. Del siglo XVII son el Salvador y la Santa Ana maestra, mientras que el San José con Niño, el Nazareno y el San Francisco de Paula se encuadran en el siglo XVIII.
La nave del Evangelio alberga obras muy heterogéneas en su cronología. El crucificado de la Vera Cruz es una escultura gótica de principios del siglo XV. Al siglo XVII corresponde un lienzo con la cabeza degollada de San Juan Bautista. Dieciochesca es la cruz de altar del retablo del Rocío mientras que el cuadro de la Virgen de Guadalupe es del siglo XIX. Una pintura alegórica del pueblo cristiano implorando la paz al Inmaculado Corazón de María es atribuida a Santiago Martínez. Especial devoción levanta el simpecado de la Hermandad del Rocío, un estandarte de tisú de plata con aplicaciones de plata dorada realizado por Manuel Seco Velasco y con una pintura central de la Virgen de Santiago Martínez, que diseñó el conjunto de la obra. La vara que lo sostiene es una obra de platería sevillana del siglo XVIII.
En la cabecera de la nave de la Epístola hay un retablo de Francisco Ruiz Rodríguez con óleo de Rafael Blas Rodríguez representando a la Virgen del Perpetuo Socorro. La imagen de Cristo Cautivo fue realizada por Antonio Castillo Lastrucci en 1946. Los lienzos de la Virgen con Niño y San Antonio de Padua son del siglo XIX.
A esta nave se adosa la capilla del Nazareno, abierta al buque del templo por un arco con azulejería neobarroca del taller de Montalván. La preside por un retablo de Francisco Ruiz en el que se integra un tabernáculo con columnas salomónicas del siglo XVIII. La imagen de Jesús Nazareno era originalmente un Cristo atado a la columna, realizado hacia 1740 por un autor del círculo de José Montes de Oca. Fue adaptado a su actual iconografía por Sebastián Santos tras destruirse la anterior imagen durante la Guerra Civil. El mismo escultor realizó en 1936 a la Virgen del Socorro, la primera de las muchas representaciones de la Dolorosa que realizaría en su carrera. La imaginería de la capilla se completa con un San Juan Evangelista (Joaquín Moreno Daza, 1959) y un Niño Jesús pasionista (Lorenzo Ramírez, 1742).

## Pinturas murales
Durante unas obras realizadas en 1980 fue descubierto un notable conjunto de pinturas murales al fresco y al temple, ubicadas en la cabecera y el testero de la nave de la Epístola. Los restos recuperados apuntan a la existencia de un ciclo dedicado a la vida de la Virgen, aunque aparecen otros temas iconográficos y diversas inscripciones.

### La Anunciación a San Joaquín
Data del último cuarto del siglo XVI. Recoge el pasaje de la literatura apócrifa en el que San Joaquín, padre de la Virgen, recibe de un ángel el anuncio de que su mujer, Santa Ana, ha quedado embarazada después de un largo periodo de esterilidad.
San Joaquín viste túnica gris, ceñida a la cintura con una lazada, y manto rojo anudado sobre el hombro derecho. Se apoya sobre un báculo de madera. El ángel presenta ropas carmesíes y alas doradas. Ambas figuran se recortan sobre un paisaje simplificado de rocas y arbustos.

### La Anunciación a Santa Ana
De cronología y características similares al anterior, muestra un episodio paralelo en el que es Santa Ana quien recibe el anuncio de su embarazo. La mujer visten túnica roja y toca blanca que cubre su cabeza. El ángel viste igualmente de rojo, a la moda de la Italia del Quattrocento. La escena se sitúa en un salón con un arco almohadillado de medio punto sobre pilastras cajeadas.
Ambas anunciaciones presentan analogías con el retablo pictórico oculto actualmente tras el retablo mayor del Santuario de la Cinta de Huelva.

### Cristo atado a la columna
En el primer pilar de la nave del Evangelio, es de hacia el año 1500. Presenta un marcado predominio de la línea sobre el color, que se aplica a modo de tintas planas.
La escena de la Flagelación se reduce a la única imagen de Cristo, que es representado con la única vestimenta de un paño de pureza. Las manos se cruzan por delante del cuerpo para quedar atadas a una columna de fuste alto y capitel con decoración de cardina. La cabeza de Cristo, de cabello y barba castaños, queda rodeada por un nimbo. El fondo de la composición simula un tapiz brocado en ocre sobre rojo.
González Gómez la vincula iconográficamente con un díptico que existió en Santa Clara de Moguer, obra gótica del primer tercio del siglo XV con influencias sienesas, catalanas y mudéjares. También se relaciona con las pinturas murales del citado monasterio, la Parroquia de San Jorge y el Monasterio de la Rábida de Palos de la Frontera y la Parroquia de San Antonio Abad de Trigueros.